# Armand Léon Annet
Armand Léon Annet (* 5. Juni 1888 in Paris; † 25. April 1973 ebenda) war ein französischer Kolonialbeamter, der als Gouverneur verschiedene französische Kolonien in Afrika leitete.

## Leben
Annet war zunächst vom 20. Dezember 1935 bis 1. Mai 1937 Gouverneur von Französisch-Somaliland (heute Dschibuti). Vom 1. Juni 1938 bis 27. August 1940 wurde er in Dahomey als Gouverneur eingesetzt. Nach dem Fall Frankreichs 1940 stand er auf der Seite der Regierung Philippe Pétains. Am 11. Dezember 1940 wurde er von dieser zum Generalgouverneur von Madagaskar ernannt und löste damit Léon Cayla ab. Von Mai bis November 1942 verteidigte er mit ca. 8000 Mann die Kolonie erfolglos gegen die Briten, die die Insel während der Operation Ironclad einnahmen, um den Japanern zuvorzukommen. Am 5. November 1942 kapitulierte Annet bei Ihosy, während es an vereinzelten Stellen der Insel noch immer französische Truppen gab, die bis November 1943 Widerstand leisteten. Nach der Kapitulation wurden er und sein Stab an Bord der Orduna gebracht, die von Toamasina nach Durban fuhr. In Südafrika angekommen wurde er in Zefonstein, einer kleinen Stadt nahe Johannesburg, interniert. Am 21. Oktober 1944 wurde er nach Casablanca gebracht.
1947 wurde er in Paris verurteilt, 1954 erfolgte die Begnadigung.
Seine Autobiographie Aux heures troublees de l'Afrique française 1939–1943 erschien 1952.